# Кусиківці
Ку́сиківці (пол. Kusikowce) — село в Україні, у Літинській селищній громаді Вінницького району Вінницької області. Населення становить 328 осіб.

## Історія
У 1883-87 рр. за готовим проектом дерев'яну церкву в селі будував архітектор Сазонов Василь Васильович
12 червня 2020 року, відповідно до Розпорядження Кабінету Міністрів України № 707-р «Про визначення адміністративних центрів та затвердження територій територіальних громад Вінницької області», увійшло до складу Літинської селищної громади.
19 липня 2020 року, в результаті адміністративно-територіальної реформи та ліквідації Літинського району, село увійшло до складу Вінницького району.

Пам'ятник невідомому солдатові у с. Кусиківці Вінницької області, на фоні - Церква святого різдва Богородиці

## Населення

### Мова
Розподіл населення за рідною мовою за даними перепису 2001 року:
| Мова       | Відсоток |
| ---------- | -------- |
| українська | 99,77%   |
| російська  | 0,23%    |